# San Pedro Tesistán
San Pedro Tesistán es una localidad del estado mexicano de Jalisco. Es parte del municipio de Jocotepec.

## Toponimia
El nombre «San Pedro» hace referencia al santo patrono de la localidad: Pedro el Apóstol. El nombre «Tesistán» proviene de los términos en náhuatl: techictli, pájaro; tlan, lugar de abundancia. Su significado es «Lugar donde abundan los pájaros».

## Demografía
| Gráfica de evolución demográfica |
|                                  |

| Censo | Población |
| ----- | --------- |
| 1900  | 1 450     |
| 1910  | 1 048     |
| 1921  | 1 290     |
| 1930  | 1 189     |
| 1940  | 1 160     |
| 1950  | 1 331     |
| 1960  | 1 461     |
| 1970  | 1 471     |
| 1980  | 975       |
| 1990  | 1 223     |
| 2000  | 1 295     |
| 2010  | 1 242     |
| 2020  | 1 217     |